# Shinichi Suzuki
Shinichi Suzuki (鈴木 鎮 一 Suzuki Shin'ichi, Nagoia, 17 de outubro de 1898 – Matsumoto, 26 de janeiro de 1998) foi um músico, filósofo e educador japonês e o inventor do método internacional Suzuki de educação musical e desenvolveu uma filosofia para educar pessoas de todas as idades e habilidades.

## Biografia
Um pedagogo influente na educação musical de crianças, ele freqüentemente falava da habilidade de todas as crianças de aprenderem coisas bem, especialmente no ambiente certo, e de desenvolver o coração e construir o caráter dos alunos de música por meio de sua educação musical. Antes de sua época, era raro que as crianças aprendessem formalmente instrumentos clássicos desde cedo e ainda mais raro que as crianças fossem aceitas por um professor de música sem uma audição ou exame de admissão. Ele não apenas se esforçou para ensinar violino às crianças desde a primeira infância e, em seguida, a infância, sua escola em Matsumoto não selecionava os candidatos quanto às suas habilidades logo após a entrada. Suzuki também foi responsável pelo treinamento inicial de alguns dos primeiros violinistas japoneses a serem nomeados com sucesso para importantes organizações de música clássica ocidental. Durante sua vida, ele recebeu vários doutorados honorários em música, incluindo do Conservatório de Música da Nova Inglaterra (1956) e do Conservatório de Música do Oberlin College, foi proclamado Tesouro Nacional Vivo do Japão e nomeado para o Prêmio Nobel da Paz.